# Medal of Honor: Allied Assault – Breakthrough
Medal of Honor: Allied Assault – Breakthrough – gra komputerowa z gatunku first-person shooter w realiach II wojny światowej, wyprodukowany przez TKO Software i wydany w 2002 przez Electronic Arts. Jest to drugi oficjalny dodatek do gry Medal of Honor: Allied Assault po Medal of Honor: Allied Assault – Spearhead.

## Rozgrywka
Podobnie jak w innych częściach serii Medal of Honor, gracz wciela się w żołnierza armii amerykańskiej z czasów II wojny światowej, który wykonuje zadanie bojowe zarówno na linii frontu, jak i głęboko za liniami wroga. Cele misji pojawiają się zarówno na początku etapu, jak i w czasie jego trwania, adekwatnie do zmieniającej się sytuacji na polu walki. Rozgrywka jest niemal całkowicie liniowa i gracz ma niewielki wpływ na wydarzenia w świecie gry. Misje obejmują takie zadania, jak zajęcie wrogich pozycji lub obrona własnych, zniszczenie sprzętu wojskowego nieprzyjaciela, odnalezienie sojuszniczych żołnierzy, eskorta, czy kradzież tajnych dokumentów. Drogą do wypełnienia celów jest eliminacja wrogich żołnierzy w obszarze misji. W większości etapów towarzyszą graczowi postacie innych żołnierzy amerykańskich lub sojuszniczych, którzy przekazują mu nowe rozkazy i wspierają w walce.
Gra posiada także tryb rozgrywki wieloosobowej, w którym gracze mogą wcielić się w żołnierza amerykańskiego, brytyjskiego, niemieckiego lub włoskiego.

## Opis fabuły
Gracz wciela się w postać sierżanta Johna Bakera, uczestniczącego w zmaganiach wojennych w Afryce Północnej, na Sycylii i we Włoszech kontynentalnych. Fabuła rozpoczyna się w czasie bitwy na przełęczy Kasserine w Tunezji w lutym 1943 roku, gdzie gracz odpiera niemiecki atak na amerykański obóz wojskowy i przedziera się przez linię frontu podczas burzy piaskowej. Następnie kradnie nieprzyjacielski czołg Panzer IV i oczyszcza niemieckie bunkry, by pod koniec pierwszego etapu spotkać konwój wojsk amerykańskich. W następnej misji Baker eskortuje go przez skalistą przełęcz, unieszkodliwiając niemieckie działa przeciwpancerne, snajperów i żołnierzy z granatnikami przeciwpancernymi Panzerschreck. Gdy jadący na przedzie czołg Mk IV Churchill z trałem przeciwminowym zostaje uszkodzony, Baker schodzi do ostatniego niemieckiego bunkra i wysadza umieszczony w jego podziemiach skład amunicji. Kolejny etap w ramach kampanii afrykańskiej toczy się w tunezyjskim mieście Bizerta, gdzie Baker na drewnianej łódce przekracza pod ostrzałem rzekę, uwalnia brytyjskich jeńców wojennych ze starożytnego fortu i odnajduje za liniami wroga niemieckiego agenta, Klausa Kneflera, pracującego dla alianckiego wywiadu. Wraz z nim główny bohater przedziera się z przez miasto opanowane przez wojska niemieckie i włoskie, ucieka przed pościgiem i zdobywa mundur włoskiego oficera. Pod przykrywką Baker i Klaus udają się niemiecką ciężarówką Opel Blitz do portowego miasteczka na wybrzeżu Morza Śródziemnego, gdzie Baker skutecznie sabotuje niemiecki okręt wojenny i ucieka z miasta.
Następna kampania toczy się na Sycylii w czasie operacji Husky w lipcu 1943 roku. Baker, przydzielony do amerykańskiej piechoty szybowcowej, trafia pod zmasowany ostrzał z ziemi i rozbija się w szybowcu Airspeed Horsa. Przeżywszy jako jedyny katastrofę, Baker przystępuje do walki i odnajduje żołnierzy z innych szybowców, niszcząc po drodze stanowiska dział przeciwlotniczych. Po spotkaniu z dowódcą odpiera atak włoskich czołgów przy użyciu zdobycznego działa 88mm. W następnym etapie Baker dostarczony przez dowódcę jeepem pod włoskie lotnisko polowe, sabotuje myśliwce Macchi MC.205, a w ostatniej misji na Sycylii odnajduje okrążonych amerykańskich spadochroniarzy i odpiera zmasowany atak włoskich czołgów przy użyciu moździerza.
W ostatniej kampanii Baker ląduje we Włoszech kontynentalnych. Tam uczestniczy w bitwie o Monte Cassino, ratując uwięzionych w różnych miejscach na terenie miasta Cassino alianckich żołnierzy i niszcząc rozmaite cele. Następnie wysadza niemieckie działa kolejowe pod Anzio, a w ostatniej misji walczy pod Monte Battaglia, pomagając w utrzymaniu atakowanych amerykańskich pozycji, a ostatecznie wzywając ciężkie bombowce na zamek opanowany przez Niemców.

## Broń
Podobnie jak w dodatku Spearhead, oprócz standardowego zestawu broni znanego z podstawowej wersji gry, gracz otrzymuje także nowe rodzaje uzbrojenia. Przede wszystkim, z racji tego, że jest to pierwsza część serii, która ukazuje walki z wojskami włoskimi, pojawiła się tutaj również po raz pierwszy broń włoska. Są to np. pistolet Beretta Mod. 1934, pistolet maszynowy Beretta Mod. 1938, karabin Carcano Mod. 91 oraz karabin maszynowy Breda Mod. 30, ten ostatni wyłącznie w wersji stacjonarnej. W ręce gracza oddano także kilka nowych rodzajów broni alianckiej, takich jak wytłumiony karabinek De Lisle, granatnik PIAT, czy karabin maszynowy Browning M1919 (również tylko stacjonarny). Breakthrough jest również pierwszą odsłoną serii, w której gracz ma możliwość przeczesywania pola minowego przy użyciu wykrywacza min.

## Odbiór
Gra zebrała średnie opinie od większości recenzentów i graczy. Najczęściej opisywanymi cechami produktu były brak zmian w stosunku do poprzednich odsłon serii oraz dobra pierwsza misja, rozgrywająca się w warunkach burzy piaskowej. Tom Bramwell z serwisu EuroGamer oraz Peter Suciu z GameSpy zwrócili uwagę na słabą implementację pojazdów oraz nierealistyczne sterowanie nimi. Craig Beers z portalu GameSpot, Peter Siciu oraz Jacek „Stranger” Hałas z polskiego serwisu Gry-Online skrytykowali fakt, że w większości misji gracz walczy samotnie. Bramwell wskazał ponadto na brak możliwości zbierania amunicji od zabitych przeciwników i wyraźnie lepszy poziom kampanii afrykańskiej w porównaniu do sycylijskiej i włoskiej, a w swojej konkluzji nazwał Breakthrough grą „dla fanów serii i amerykańskich patriotów”. Beers wytyka grze słabe AI oraz zbyt wysoki poziom trudności, natomiast Siciu zwrócił uwagę na niezgodne z faktami historycznymi odwzorowanie włoskich mundurów. Steve Butts z portalu IGN chwali grę za powtórzenie tej samej, dobrej rozgrywki z poprzednich części serii, żałuje jedynie zbyt krótkiego czasu gry i braku połączeń fabularnych pomiędzy większością misji. Nieco bardziej przychylną recenzję wystawił polski recenzent Jacek „Stranger” Hałas, który choć dostrzega w grze szereg wad, to podkreśla wydłużony czas rozgrywki w porównaniu z poprzednim dodatkiem, Spearhead, a także chwali grę za dobrą, intensywną rozrywkę.